# Държавен фонд „Земеделие“
Държавен фонд „Земеделие“ (ДФЗ) е държавна институция в България, която администрира държавните субсидии в областта на селското стопанство. Бюджетът ѝ за 2025 година е 542 милиона лева.
Създаден е през 1998 година и се ръководи от изпълнителен директор и 11-членен Управителен съвет, председателстван от министъра на земеделието. Освен националните субсидии фондът администрира и субсидиите по финансираната от Европейския съюз предприсъединителна програма „Сапард“ в периода 2001 – 2009 година, а след присъединяването на България към Съюза през 2007 година – субсидиите по Общата селскостопанска политика и Общата политика в областта на рибарството.